# Василиос Теофанус
Василиос Теофанус (на гръцки: Βασίλειος Θεοφάνους) е гръцки композитор и диригент.

## Биография
Василиос Теофанус е роден в 1895 година в Мелник, тогава в Османската империя. В 1907 година започва да учи в Атинската консерватория, цигулка при Георгиос Хорафас и Йосиф Бустидуи и теория при Манолис Каломирис. Той е пръв помощник на Александрос Казандзис при създаването на Държавната консерватория в Солун. Преподава цигулка и теория в Солунската консерватория от 1915 до 1956 г. В периода 1922-1924 година е в Париж, където учи при Пол Видал фуга и оркестрация. По-късно става директор на консерваторията, но е принуден да напусне поради глаукома. Умира в Солун през 1984 година.